# Nisís Gáïdharos (ö i Grekland, Grekiska fastlandet)
Nisís Gáïdharos är en ö i Grekland.   Den ligger i prefekturen Fthiotis och regionen Grekiska fastlandet, i den centrala delen av landet, 90 km nordväst om huvudstaden Aten. Arean är 1,7 kvadratkilometer.
Terrängen på Nisís Gáïdharos är platt. Öns högsta punkt är 98 meter över havet. Den sträcker sig 1,7 kilometer i nord-sydlig riktning, och 2,0 kilometer i öst-västlig riktning.  == Kommentarer ==
1. ↑  Framräknat ur höjduppgifter (DEM 3") från Viewfinder Panoramas.[2] Mer om algoritmen finns här: Användare:Lsjbot/Algoritmer.
2. ↑  Framräknat ur höjduppgifter (DEM 3") från Viewfinder Panoramas.[2] Mer om algoritmen finns här: Användare:Lsjbot/Algoritmer.